# Bembicinae
Los bembicinos (Bembicinae) son una subfamilia de himenópteros apócritos de la familia Crabronidae con 80 géneros y más de 1.700 especies. Se las consideraba como parte de la familia Sphecidae, después se las trató como a una familia independiente, pero actualmente se las considera como parte de la familia Crabronidae. Los subgrupos de Bembicinae tienen características morfológicas y de comportamiento bien distintas. Son de distribución mundial. 
Son avispas solitarias. Anidan en el suelo, por eso se las suele llamar avispas de la arena. Alimentan a sus larvas con insectos, predominantemente Auchenorrhyncha y Diptera. En general cada género se especializa en un tipo de presas. Algunas especies son cleptoparásitas de otras Bembicinae.

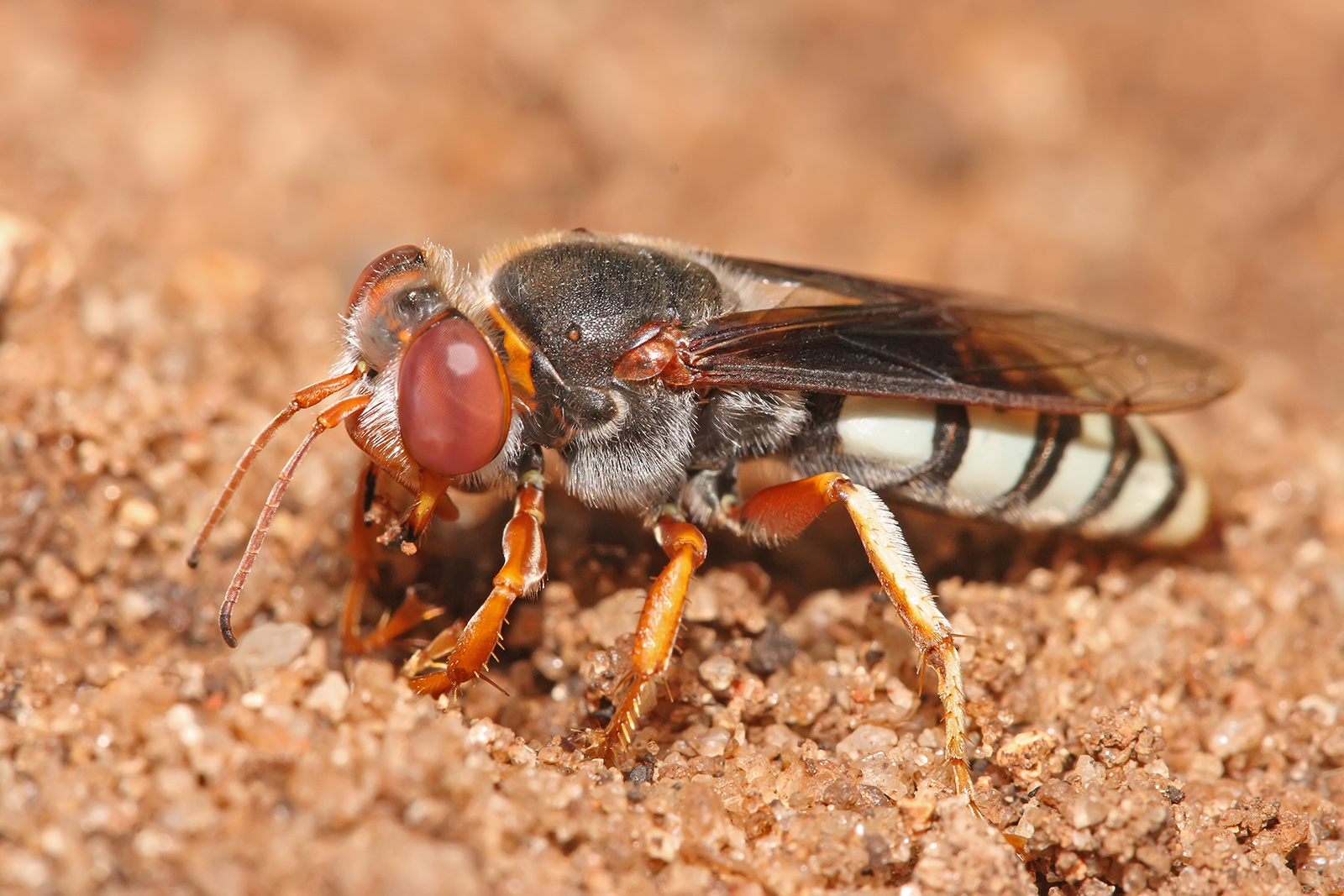
Bembix en su hábitat, Dar es Salaam, Tanzania

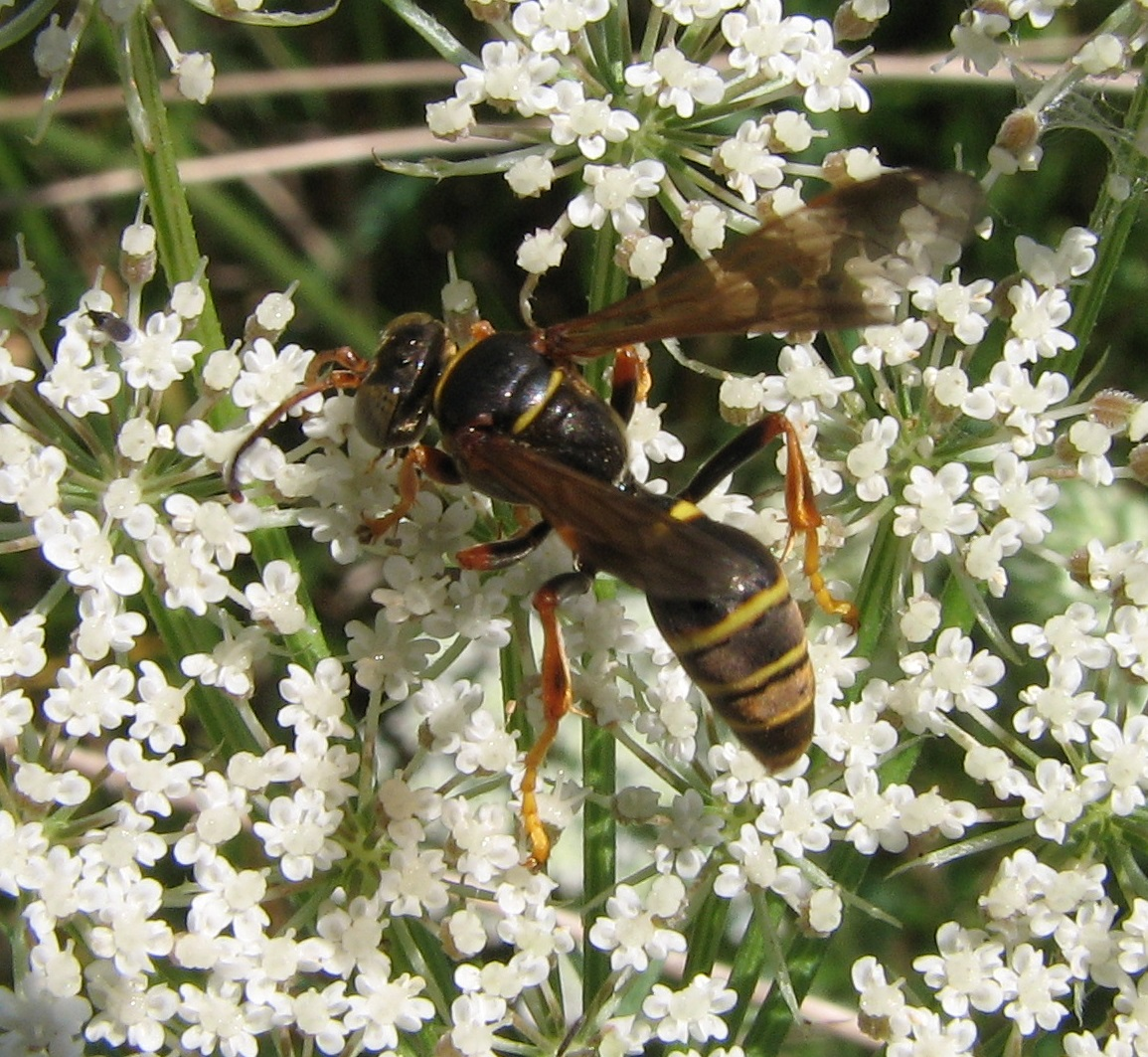
Saygorytes phaleratus

## Algunos géneros
- Bembecinus
- Bembix
- Bicyrtes
- Gorytes
- Nysson (cleptoparásito)
- Sphecius
- Saygorytes